# Lifestyles of the Sick & Dangerous
Lifestyles of the Sick & Dangerous es el cuarto álbum de estudio de Blind Channel, lanzado el 8 de julio de 2022. El álbum se realizó sin un productor externo.

## Lista de canciones
| CD / Descarga digital |                          |                                                                         |                                                                              |         |          |  |
| N.º                   | Título                   | Letras                                                                  | Música                                                                       | Arreglo | Duración |  |
| 1.                    | «Opinions»               |                                                                         |                                                                              |         | 3:07     |  |
| 2.                    | «Dark Side»              | Aleksi Kaunisvesi, Joel Hokka, Joonas Porko, Niko Moilanen, Olli Matela | Aleksi Kaunisvesi, Joonas Porko, Joel Hokka, Niko Moilanen, Joonas Parkkonen |         | 2:57     |  |
| 3.                    | «Don't Fix Me»           |                                                                         |                                                                              |         | 2:53     |  |
| 4.                    | «Bad Idea»               |                                                                         |                                                                              |         | 3:12     |  |
| 5.                    | «Alive or Only Burning»  |                                                                         |                                                                              |         | 3:09     |  |
| 6.                    | «Balboa»                 |                                                                         |                                                                              |         | 3:12     |  |
| 7.                    | «National Heroes»        |                                                                         |                                                                              |         | 1:31     |  |
| 8.                    | «We Are No Saints»       |                                                                         |                                                                              |         | 3:10     |  |
| 9.                    | «Autopsy»                |                                                                         |                                                                              |         | 3:01     |  |
| 10.                   | «Glory for the Greedy»   |                                                                         |                                                                              |         | 3:29     |  |
| 11.                   | «Thank You for the Pain» |                                                                         |                                                                              |         | 5:35     |  |
| 35:11                 |                          |                                                                         |                                                                              |         |          |  |